# Lenka Ivančíková
Lenka Ivančíková (* 26. března 1982 Bratislava, Československo) je původem slovenská výtvarnice, animátorka a režisérka. Její první krátkometrážní loutkové filmy jsou Jako se do hory volá (2014) a První sníh (2015), za který získala Cenu za nejlepší animovaný film na Mezinárodním festivalu studentských filmů 2016 v Písku a několik dalších zahraničních ocenění. Vyjma toho spolupracovala na krátkém stop motion filmu Hlas z dálky, režírovaný Yia-Wei Huangem. Kromě prvních filmů se věnuje spolupráci při tvorbě televizních a internetových reklam. 
Studovala na britské Brightonské univerzitě. Její práce v Anglii byla zaměřena na experimentální animaci s důrazem na stop motion. Během studia byla úspěšná se svými prvními animovanými filmy a tak se rozhodla v tomto oboru pokračovat na Filmové akademii Miroslava Ondříčka v Písku. Televizní premiéra loutkového filmu První sníh se uskutečnila 4. prosince 2016 na ČT :D.